# Huby (rejon wilejski)
Huby (biał. Губы, ros. Губы) – wieś na Białorusi, w obwodzie mińskim, w rejonie wilejskim, w sielsowiecie Krzywe Sioło.

## Historia
W czasach zaborów dobra skarbowe w powiecie wilejskim, w guberni wileńskiej Imperium Rosyjskiego.
W latach 1921–1945 futory leżały w Polsce, w województwie wileńskim, w powiecie wilejskim, w gminie Rzeczki, od 1 stycznia 1926 roku w gminie Kurzeniec.
Według Powszechnego Spisu Ludności z 1921 roku zamieszkiwało tu 236 osób, 10 było wyznania rzymskokatolickiego a 226 prawosławnego. Jednocześnie 6 mieszkańców zadeklarowało polską, 220 białoruską przynależność narodową. Było tu 31 budynków mieszkalnych. W 1931 w 36 domach zamieszkiwało 261 osób.
Wierni należeli do parafii rzymskokatolickiej w Kurzeńcu i prawosławnej w Rzeczkach. Miejscowość podlegała pod Sąd Grodzki w Wilejce i Okręgowy w Wilnie; właściwy urząd pocztowy mieścił się w Kurzeńcu.
W wyniku napaści ZSRR na Polskę we wrześniu 1939 miejscowość znalazła się pod okupacją sowiecką. 2 listopada została włączona do Białoruskiej SRR. Od czerwca 1941 roku pod okupacją niemiecką. W 1944 miejscowość została ponownie zajęta przez wojska sowieckie i włączona do Białoruskiej SRR.
Od 1991 w składzie niepodległej Białorusi.